# Ḏaymôli
 (avril 2025).
 (avril 2025).
La mise en forme du texte ne suit pas les recommandations de Wikipédia : il faut le « wikifier ».
Les points d'amélioration suivants sont les cas les plus fréquents :
- Les titres sont pré-formatés par le logiciel. Ils ne sont ni en capitales, ni en gras.
- Le texte ne doit pas être écrit en capitales (les noms de famille non plus), ni en gras, ni en italique, ni en « petit »…
- Le gras n'est utilisé que pour surligner le titre de l'article dans l'introduction, une seule fois.
- L'italique est rarement utilisé : mots en langue étrangère, titres d'œuvres, noms de bateaux, etc.
- Les citations ne sont pas en italique mais en corps de texte normal. Elles sont entourées par des guillemets français : « et ».
- Les listes à puces sont à éviter, des paragraphes rédigés étant largement préférés. Les tableaux sont à réserver à la présentation de données structurées (résultats, etc.).
- Les appels de note de bas de page (petits chiffres en exposant, introduits par l'outil «  Source ») sont à placer entre la fin de phrase et le point final[comme ça].
- Les liens internes (vers d'autres articles de Wikipédia) sont à choisir avec parcimonie. Créez des liens vers des articles approfondissant le sujet. Les termes génériques sans rapport avec le sujet sont à éviter, ainsi que les répétitions de liens vers un même terme.
- Les liens externes sont à placer uniquement dans une section « Liens externes », à la fin de l'article. Ces liens sont à choisir avec parcimonie suivant les règles définies. Si un lien sert de source à l'article, son insertion dans le texte est à faire par les notes de bas de page.
- La présentation des références doit suivre les conventions bibliographiques. Il est recommandé d'utiliser les modèles {{Ouvrage}}, {{Chapitre}}, {{Article}}, {{Lien web}} et/ou {{Bibliographie}}. Le mode d'édition visuel peut mettre en forme automatiquement les références.
- Insérer une infobox (cadre d'informations à droite) n'est pas obligatoire pour parachever la mise en page.

Pour une aide détaillée, merci de consulter Aide:Wikification.
Si vous pensez que ces points ont été résolus, vous pouvez retirer ce bandeau et améliorer la mise en forme d'un autre article.
Pour les autres lieux portant le même nom, voir Ḏaymôli .
Le Ḏaymôli est un oued à Djibouti est situé dans la région de Tadjourah, à 8,8km de la ville du même nom, dans la partie nord-ouest du pays, à 41 km au nord-ouest de Djibouti, la capitale.
Le climat est chaud et humide. La température annuelle moyenne est de 34 °C . Le mois le plus chaud est le mois de Mai, avec 37 °C, et le plus froid est Janvier, avec 30 °C. 
Les précipitations annuelles moyennes sont de 241 millimètres. 
Le mois le plus humide est le mois d'Août avec 73 millimètres de pluie, et le plus sec est le mois de novembre, avec seulement 1 millimètre de précipitation.
| Ḏaymôli Climatogramme Haut : Température maximale moyenne (°C) Bas : Précipitations (mm). Total annuel : 239 mm. |         |         |         |          |         |          |          |          |          |         |         |
| J | F       | M       | A       | M        | J       | J        | A        | S        | O        | N       | D       |
| 2 40 21 | 1 43 23 | 4 45 24 | 9 44 26 | 28 45 29 | 4 45 27 | 48 41 26 | 73 44 27 | 45 42 27 | 23 45 26 | 1 45 24 | 1 42 23 |

| \| Localisation sur la carte de Djibouti · Daïmoli \| Localisation sur la carte de Djibouti Daïmoli. |
| Localisation sur la carte de Djibouti · Daïmoli                                                      |

## Sources
1. ↑  M C Peel et B L Finlayson, « Updated world map of the Köppen-Geiger climate classification », Hydrology and Earth System Sciences, vol. 11,‎ 11 octobre 2007, p. 1633-1644 (DOI 10.5194/hess-11-1633-2007, lire en ligne, consulté le 30 janvier 2016)
2. ↑  « NASA Earth Observations Data Set Index », NASA (consulté le 30 janvier 2016)
3. ↑  « NASA Earth Observations: Rainfall (1 month - TRMM) », NASA/Tropical Rainfall Monitoring Mission (consulté le 30 janvier 2016)